# アンヴェルサ・デッリ・アブルッツィ
アンヴェルサ・デッリ・アブルッツィ（イタリア語: Anversa degli Abruzzi）は、イタリア共和国アブルッツォ州ラクイラ県にある、人口約300人の基礎自治体（コムーネ）。

## 地理

### 位置・広がり

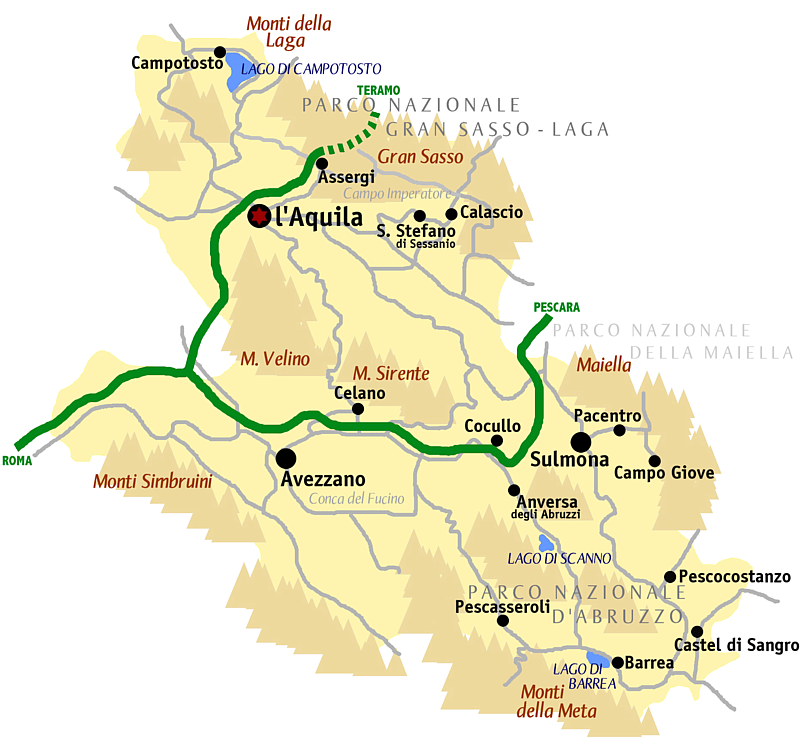
ラクイラ県概略図

ラクイラ県東部に位置するコムーネ。

#### 隣接コムーネ
隣接するコムーネは以下の通り。
- ブニャーラ
- コクッロ
- オルトーナ・デイ・マルシ
- プレッツァ
- スカンノ
- ヴィッララーゴ

## 文化・観光
「イタリアの最も美しい村」クラブ加盟コムーネである。